# Plasmide Ti

Structure du plasmide Ti

Le plasmide Ti (en anglais : Ti plasmid pour Tumor inducing plasmid), est un plasmide circulaire d'environ 200 kilobases, et le principal déterminant de la virulence d'Agrobacterium tumefaciens, agent bactérien pathogène responsable de la galle du collet (ou crown gall disease en anglais). La galle est une tumeur végétale, qui une fois formée peut continuer à se multiplier même en l'absence de la bactérie pathogène.

## Structure du plasmide
Le plasmide Ti regroupe environ 200 gènes. Il est composé de plusieurs régions qui en font un plasmide-mosaïque :
L’ADN-T (T-DNA en anglais, pour transfered DNA), qui est transféré de la bactérie vers la plante, et intégré dans le génome nucléaire végétal. L'ADN-T porte des  gènes codant pour l'auxine et la cytokinine, des hormones végétales, ainsi que pour des opines, composés marqueurs des galles du collet. L'expression de ses gènes conduit à la formation des galles ;
La région de virulence, contenant les gènes de virulence, impliqués dans l'excision et le transport de l’ADN-T dans la cellule infectée, ainsi que dans l'activation de la virulence;
Les gènes de dégradation des opines ;
Les gènes permettant le transfert conjugatif du plasmide Ti d'une bactérie virulente vers une autre bactérie ;
Les gènes dits de ménage, permettant la réplication du plasmide dans les cellules bactériennes.
Le plasmide Ti est fonctionnellement similaire au plasmide Ri retrouvé chez Agrobacterium rhizogenes bien que ne partageant que peu d’homologies.

## Utilisation en biotechnologie
Le plasmide Ti est un outil de génétique moléculaire très utilisé pour créer des plantes transgéniques, par sa capacité d'intégrer de manière stable des gènes dans le génome d'une plante. Il peut être modifié par génie génétique pour contenir des gènes rapporteurs ou des gènes d'intérêt, puis utilisé pour introduire ses gènes dans le génome de plantes. Il est particulièrement efficace chez les plantes dicotylédones, ce pour quoi il est largement utilisé pour étudier la plante modèle dicotylédone Arabidopsis thaliana.
L'ADN-T est la région du plasmide qui sera intégrée au génome de la cellule végétale. Au sein de cette région, il n'est nécessaire de garder que les séquences situés à ses extrémités. Les séquences d'ADN situées entre ses extrémités peuvent, elles, être modifiées. Il est possible d'y rajouter des gènes que l'on veut intégrer au génome de la plante.
Étant donné que les cellules végétales sont totipotentes, il est possible de former une nouvelle plante transgénique à partir d’une cellule de la galle, dont le génome contient forcément l’ADN-T. Toutes les cellules de la plante ainsi formée exprimeront alors les gènes introduit par le biais de l'ADN-T. Cette technique peut être utilisée pour étudier le fonction d'un gène ainsi que sa fonction sur l'organisme.
Chez Arabidopsis thaliana, il est encore plus facile de créer une plante transgénique avec le plasmide Ti. En mettant en contact la plante, particulièrement les fleurs, avec une solution contenant des Agrobacterium tumefaciens qui possèdent un plasmide Ti modifié pour ne pas contenir de gènes provoquant la formation d'une galle, des cellules aléatoires peuvent être infectées. Quelques cellules germinales des fleurs peuvent intégrer l’ADN-T dans leur génome et peuvent former, après leur reproduction, des plantes entièrement transgéniques.
Il est également possible que l’intégration de l’ADN-T forme une mutation en se positionnant au milieu d’un gène. Cela empêche le gène d’être fonctionnel. La position d’intégration étant aléatoire, il est facile de créer une palette de plantes mutantes, chacune avec un gène muté différent.
Pour des raisons financières, les laboratoires utilisent un système de type binaire qui utilise deux plasmides. L’un venant de E. coli contient l’ADN-T ainsi qu’un gène marqueur de sélection chez E. coli, et l’autre qui est un plasmide Ti désarmé de son ADN-T mais contenant un gène de sélection chez A. tumefaciens. E. coli étant une bactérie très facilement manipulable et peu chère, le plasmide avec l’ADN-T est multiplié dans ces bactéries. Ces plasmides sont ensuite transférés à A. tumefaciens pour permettre le transfert de l’ADN-T vers la plante grâce aux gènes de virulence du plasmide Ti.